# Earl of Bindon
Earl of Bindon, in the County of Dorset, war ein erblicher britischer Adelstitel in der Peerage of England.

## Verleihung, nachgeordnete und weitere Titel
Der Titel wurde am 30. Dezember 1706 für den Unterhausabgeordneten Henry Howard geschaffen. Zusammen mit der Earlswürde wurde ihm der nachgeordnete Titel Baron Chesterford, of Chesterford in the County of Essex, verliehen. Er war der älteste Sohn von Henry Howard, 5. Earl of Suffolk, und beerbte seinen Vater 1709 auch als Earl of Suffolk nebst nachgeordneter Titel. Das Earldom Bindon und die Baronie Chesterford erloschen 1722 beim Tod seines Sohnes, des 2. Earls Bindon. Der Titel Earl of Suffolk nebst nachgeordneter Titel fiel an einen Bruder des 1. Earls of Bindon.

## Liste der Earls of Bindon (1706)
- Henry Howard, 6. Earl of Suffolk, 1. Earl of Bindon (1670–1718)
- Charles Howard, 7. Earl of Suffolk, 2. Earl of Bindon (1693–1722)